# دانشکده حقوق دانشگاه بازرگانی استانبول
دانشکده حقوق دانشگاه تجارت استانبول یا حقوق ICU (ترکی استانبولی: İstanbul Ticaret Üniversitesi Hukuk Fakültesi یا İTİCÜ Hukuk) دانشکده حقوق دانشگاه بازرگانی استانبول است که برنامه‌های کارشناسی و کارشناسی ارشد را در استانبول ترکیه ارائه می‌دهد.
این دانشکده در سال ۲۰۰۱ به عنوان اولین دانشکده حقوق در ترکیه تأسیس شد. از آن زمان، این سومین امتیاز عالی است که دانشکده حقوق خصوصی را در سراسر کشور پس از قانون بیلکنت و قانون TOBB از سال ۲۰۱۱ کسب می‌کند.

## محوطه دانشگاه
این دانشکده پس از یازده سال از سال ۲۰۰۱ تا ۲۰۱۲ در پردیس Emin fromnü، دانشکده در سال ۲۰۱۲ به پردیس S Camptlüce منتقل شد. دانشکده حقوقی در پردیس Sütlüce به‌طور خاص برای آموزش قانون سالن آمفی تئاترهای بزرگ ساخته شده‌است، یک کتابخانه نیز دارای ۱۲۴۰۰۰ انتشارات (الکترونیکی و کاغذی) است.

## مشخصات
با پیگیری جهانی سازی و الحاق ترکیه به فرایندهای اتحادیه اروپا، دانشکده‌ها غیر از دوره‌های مورد نیاز برای قانون داخلی ترکیه سخنرانی‌های جامع حقوق بین‌الملل، حقوق تجارت بین‌المللی و حقوق اتحادیه اروپا را ارائه می‌دهند.
زبان سخنرانی‌ها در قانون ICU به زبان ترکی است، در حالی که انگلیسی یک درس اجباری است و انگلیسی حقوقی یک دوره انتخابی است.
دانشکده دانشجویان ارشد خود را تشویق و تأمین می‌کند تا در مسابقات بین‌المللی دادگاه مانند Willem C. Vis و Philip C. Jessup در سطح بین‌المللی و Velidedeoğlu Kurgusal Duruşma Yarışması در سطح ملی شرکت کنند.